# Stazione di Yamato-Koizumi
La stazione di Yamato-Koizumi (大和小泉駅?, Yamato-Koizumi-eki) è una stazione ferroviaria di Yamatokōriyama, città della prefettura di Nara in Giappone, situata sulla linea principale Kansai (linea Yamatoji).

## Linee

### Treni
- JR West
  - ■ Linea Yamatoji

## Caratteristiche
La stazione ha una due banchine laterali serventi due binari.
| 1 | ■ Linea Yamatoji | per Nara e Takada                  |
| 2 | ■ Linea Yamatoji | per Ōji, Tennōji, Namba JR e Osaka |

## Stazioni adiacenti
| «              | Servizio       | »              |
| Linea Yamatoji | Linea Yamatoji | Linea Yamatoji |
| -------------- | -------------- | -------------- |
| Hōryūji        | Tutti i treni  | Kōriyama       |